# Campeonato Sergipano de Futsal de 2014
O Campeonato Sergipano de Futsal de 2014 foi a 25ª edição do torneio da modalidade. Um total de 16 equipes participaram da competição, disputada em 4 fases.

## Regulamento
As equipes estão divididas em quatro grupos com quatro clubes em cada, classificando-se as dois melhores para as quartas-de-final. A partir desta fase os jogos serão de ida e volta até chegar a finais e assim sairá o campeão do certame de 2014.
Participantes
- Aracaju Futsal (Aracaju)
- ACRUI (Itaporanga d'Ajuda)
- Aliança (Canindé de São Francisco)
- Fugase (Laranjeiras)
- Gararu (Gararu)
- Internacional (Ribeirópolis)
- Lei Seca (Nossa Senhora da Glória)
- Mega Forma (Aracaju)
- Madrid/Nosso Clube (Aracaju)
- Joinville (Barra dos Coqueiros)
- Juventude (Estância)
- Juventus (Porto da Folha)
- Pumas (Monte Alegre)
- Real Moitense (Moita Bonita)
- Santana (Simão Dias)
- Siririense (Siriri)

## Transmissão
O Campeonato Sergipano de Futsal deste ano vai ter transmissão aos finais de semana pela TV Atalaia.

## Primeiro Turno

### Grupo Capital e Região Metropolitana
|   | Time               | Pts | J | V | E | D | GP | GC | SG  |
| - | ------------------ | --- | - | - | - | - | -- | -- | --- |
| 1 | Aracaju Futsal     | 18  | 6 | 6 | 0 | 0 | 38 | 7  | 31  |
| 2 | Joinville          | 8   | 6 | 2 | 2 | 2 | 18 | 21 | -3  |
| 3 | Madrid/Nosso Clube | 5   | 6 | 1 | 2 | 3 | 16 | 31 | -15 |
| 4 | Mega Forma         | 2   | 6 | 0 | 2 | 4 | 8  | 21 | -13 |

|  | Classificado para as Quartas de Finais |  | Eliminado |

### Grupo Sul e Centro Sul
|   | Time      | Pts | J | V | E | D | GP | GC | SG |
| - | --------- | --- | - | - | - | - | -- | -- | -- |
| 1 | ACRUI     | 10  | 6 | 3 | 1 | 2 | 22 | 17 | 5  |
| 2 | Juventude | 9   | 6 | 3 | 0 | 3 | 18 | 17 | 1  |
| 3 | Santana   | 9   | 6 | 3 | 0 | 3 | 14 | 17 | -3 |
| 4 | Fugase    | 7   | 6 | 2 | 1 | 3 | 17 | 20 | -3 |

|  | Classificado para as Quartas de Finais |  | Eliminado |

### Grupo Alto Sertão
|   | Time     | Pts | J | V | E | D | GP | GC | SG |
| - | -------- | --- | - | - | - | - | -- | -- | -- |
| 1 | Aliança  | 16  | 6 | 5 | 1 | 0 | 12 | 5  | 7  |
| 2 | Lei Seca | 10  | 6 | 3 | 1 | 2 | 13 | 10 | 3  |
| 3 | Juventus | 7   | 6 | 2 | 1 | 3 | 15 | 16 | -1 |
| 4 | Pumas    | 1   | 6 | 0 | 1 | 5 | 11 | 20 | -9 |

|  | Classificado para as Quartas de Finais |  | Eliminado |

### Grupo Agreste
|   | Time          | Pts | J | V | E | D | GP | GC | SG  |
| - | ------------- | --- | - | - | - | - | -- | -- | --- |
| 1 | Real Moitense | 18  | 6 | 6 | 0 | 0 | 35 | 8  | 27  |
| 2 | Siririense    | 6   | 6 | 2 | 0 | 4 | 13 | 25 | -12 |
| 3 | Internacional | 7   | 6 | 2 | 1 | 3 | 14 | 16 | -2  |
| 4 | Gararu        | 4   | 6 | 1 | 1 | 4 | 14 | 27 | -13 |

|  | Classificado para as Quartas de Finais |  | Eliminado |

### Fase Final do 1º Turno
|  | Quartas de Final 16 a 23 de setembro | Quartas de Final 16 a 23 de setembro | Quartas de Final 16 a 23 de setembro | Quartas de Final 16 a 23 de setembro |  |  | Semifinais 27 de setembro a 2 de outubro | Semifinais 27 de setembro a 2 de outubro | Semifinais 27 de setembro a 2 de outubro | Semifinais 27 de setembro a 2 de outubro |  |  | Final 7 a 11 de outubro | Final 7 a 11 de outubro | Final 7 a 11 de outubro | Final 7 a 11 de outubro |  |  |
|  |                                      |                                      |                                      |                                      |  |  |                                          |                                          |                                          |                                          |  |  |                         |                         |                         |                         |  |  |
|  |                                      |                                      |                                      |                                      |  |  |                                          |                                          |                                          |                                          |  |  |                         |                         |                         |                         |  |  |
|  | Sergipe                              |                                      |                                      |                                      |  |  |                                          |                                          |                                          |                                          |  |  |                         |                         |                         |                         |  |  |
|  | Sergipe                              |                                      |                                      |                                      |  |  |                                          |                                          |                                          |                                          |  |  |                         |                         |                         |                         |  |  |
|  |                                      | Sergipe                              |                                      |                                      |  |  |                                          |                                          |                                          |                                          |  |  |                         |                         |                         |                         |  |  |
|  |                                      |                                      |                                      |                                      |  |  |                                          |                                          |                                          |                                          |  |  |                         |                         |                         |                         |  |  |
|  |                                      | Sergipe                              |                                      |                                      |  |  |                                          |                                          |                                          |                                          |  |  |                         |                         |                         |                         |  |  |
|  | Sergipe                              |                                      |                                      |                                      |  |  |                                          |                                          |                                          |                                          |  |  |                         |                         |                         |                         |  |  |
|  |                                      |                                      |                                      |                                      |  |  |                                          |                                          |                                          |                                          |  |  |                         |                         |                         |                         |  |  |
|  | Sergipe                              |                                      |                                      |                                      |  |  |                                          |                                          |                                          |                                          |  |  |                         |                         |                         |                         |  |  |
|  |                                      |                                      |                                      |                                      |  |  |                                          | Sergipe                                  |                                          |                                          |  |  |                         |                         |                         |                         |  |  |
|  |                                      |                                      |                                      |                                      |  |  |                                          |                                          |                                          |                                          |  |  |                         |                         |                         |                         |  |  |
|  |                                      | Sergipe                              |                                      |                                      |  |  |                                          |                                          |                                          |                                          |  |  |                         |                         |                         |                         |  |  |
|  | Sergipe                              |                                      |                                      |                                      |  |  |                                          |                                          |                                          |                                          |  |  |                         |                         |                         |                         |  |  |
|  |                                      |                                      |                                      |                                      |  |  |                                          |                                          |                                          |                                          |  |  |                         |                         |                         |                         |  |  |
|  | Sergipe                              |                                      |                                      |                                      |  |  |                                          |                                          |                                          |                                          |  |  |                         |                         |                         |                         |  |  |
|  |                                      | Sergipe                              |                                      |                                      |  |  |                                          |                                          |                                          |                                          |  |  |                         |                         |                         |                         |  |  |
|  |                                      |                                      |                                      |                                      |  |  |                                          |                                          |                                          |                                          |  |  |                         |                         |                         |                         |  |  |
|  |                                      | Sergipe                              |                                      |                                      |  |  |                                          |                                          |                                          |                                          |  |  |                         |                         |                         |                         |  |  |
|  | Sergipe                              |                                      |                                      |                                      |  |  |                                          |                                          |                                          |                                          |  |  |                         |                         |                         |                         |  |  |
|  |                                      |                                      |                                      |                                      |  |  |                                          |                                          |                                          |                                          |  |  |                         |                         |                         |                         |  |  |
|  | Sergipe                              |                                      |                                      |                                      |  |  |                                          |                                          |                                          |                                          |  |  |                         |                         |                         |                         |  |  |

| Campeão do 1º Turno  |
| -------------------- |
| ? Campeão (? título) |